# Thiên Chúa
Khái niệm về một Đấng Tối cao hay Thượng đế là đa dạng, với các tên gọi khác nhau phụ thuộc vào cách nhìn nhận của con người về vị thần này, từ Trimurti của Ấn Độ giáo, Waheguru của Sikh giáo, Jah của phong trào Rastafari, cho đến Giavê của Do Thái giáo, Allah của Hồi giáo, và Thiên Chúa Ba Ngôi của Kitô giáo. Tóm lại, hầu như có bao nhiêu tôn giáo là có bấy nhiêu cách giải thích về sự hiện hữu, bản thể và các thuộc tính của thực thể tối thượng này. Tuy nhiên, ở đây chỉ đề cập đến khái niệm về Thiên Chúa.

## Sơ lược

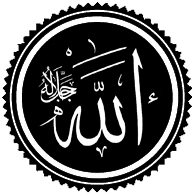
Ký họa danh hiệu Allah thế kỷ 17 theo Hồi Giáo.

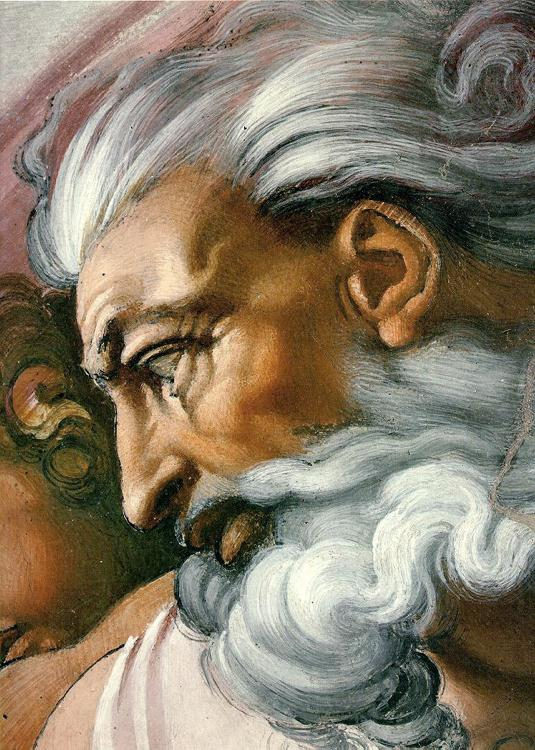
Mô tả Thiên Chúa trong Kitô giáo trong Sự sáng tạo của Adam của Michelangelo.

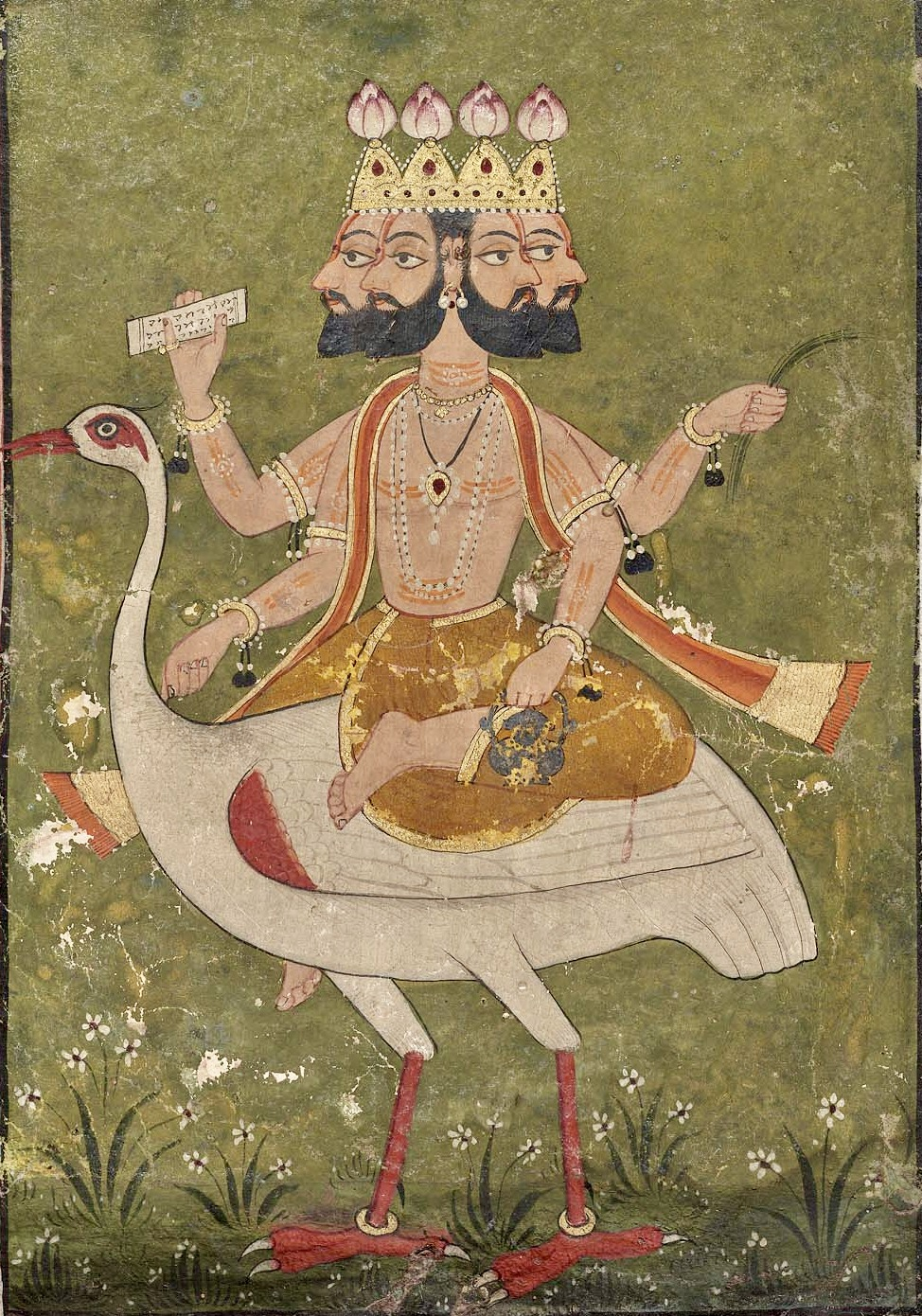
Hình vẽ Brahma trong Ấn Độ giáo, khoảng năm 1700.

Tuy thuật ngữ Thiên Chúa (God) được dùng để chỉ một Đấng Tối Cao, nhưng lại có nhiều định nghĩa khác nhau về Thiên Chúa. Nhiều hệ thống tôn giáo và triết học xem Thiên Chúa là Đấng Tạo Dựng toàn thể Vũ trụ. Nhiều người tin rằng Đấng Tạo Hoá đang bảo tồn vũ trụ mà mình đã dựng nên, trong khi những người khác cho rằng Thiên Chúa không còn quan tâm đến thế giới sau khi Ngài hoàn thành công cuộc sáng tạo. Quan điểm cho rằng Thiên Chúa không còn quan tâm đến thế giới sau khi Ngài hoàn thành việc tạo dựng nó xuất phát từ thuộc tính Toàn Năng của Thiên Chúa. Do Thiên Chúa là Đấng Toàn Năng nên bất kỳ sản phẩm nào mà Ngài đã hoàn thành công việc sáng tạo ra nó đều đã là toàn hảo ngay từ lúc sản phẩm đó vừa được Thiên Chúa sáng tạo ra (không cần phải thêm hay bớt cái gì cũng như phải chỉnh sửa, khắc phục cái gì nữa). Chính vì thế, thế giới mà Chúa hoàn thành công cuộc sáng tạo là hoàn hảo ngay từ lúc nó vừa được tạo thành. Điều này cũng đúng với thụ tạo con người mà Thiên Chúa đã tạo dựng theo hình ảnh của Chúa, rằng con người là một tạo vật linh thiêng, cao cấp nhất của Chúa và đã hoàn hảo bậc nhất ngay từ lúc con người vừa được Thiên Chúa hoàn thành công cuộc tạo dựng. Kết quả là, do thế giới đã toàn hảo nên Thiên Chúa không cần phải quan tâm  đến thế giới nữa mà chỉ chiêm nghiệm, ngắm nhìn thành quả của mình diễn tiến, phát triển. Lưu ý rằng, "sự toàn hảo" của sản phẩm do Chúa tạo dựng mang tính siêu hình, tức là mặc dù mỗi sản phẩm đó đều có khiếm khuyết nhưng ngay cả sự khiếm khuyết đó cũng là một sự "hoàn hảo" nhìn ở góc độ Bản thể học và Siêu hình học do chính tay Chúa tạo dựng. Đối mặt với việc tại sao những tạo vật mà Chúa tạo dựng vẫn là toàn hảo nhưng lại vẫn đầy "khiếm khuyết", con người là cầu nối khiến những "khiếm khuyết" đó biến mất để những tạo vật đó là sự toàn hảo trong toàn hảo bằng cách cải tạo nó, biến đổi nó phù hợp hơn với thế giới và cuộc sống của loài người. Đó là Thánh Ý Thiên Chúa.
Quan điểm được nhiều người chấp nhận nhất tin rằng Thiên Chúa là Đấng Toàn Năng, Đấng Toàn Tri và Đấng Giàu Lòng Thương Xót, trong khi nhiều người khác theo đuổi ý tưởng cho rằng sự hiểu biết hạn hẹp của con người không cho phép họ đạt đến bất kỳ nhận thức đầy đủ và chân xác nào về Thiên Chúa, và một số truyền thống thần bí cho rằng quyền bính của Thiên Chúa là có giới hạn, nếu không, họ lập luận, sẽ không còn chỗ cho sự lựa chọn của con người.
Khái niệm về một Thiên Chúa duy nhất là đặc điểm của Độc thần giáo, dù các tôn giáo thuộc khuynh hướng này vẫn chưa đồng ý với nhau về một định nghĩa chung về Thiên Chúa. Người ta tìm thấy trong một số khái niệm về Thiên Chúa dấu vết của những nỗ lực tìm cách gán cho Thiên Chúa các tính chất, phái tính và danh hiệu của con người cũng như tính ưu việt của một chủng tộc nào đó. Một số khái niệm miêu tả Thiên Chúa là Thực Thể tối cao, Thực Thể vĩnh tồn và Thực Thể siêu nhiên, vượt lên trên thế giới đa dạng và biến dịch.
Khái niệm về Thiên Chúa thường được nối kết với các nguyên tắc về hệ thống chân lý và nền đạo đức có giá trị tuyệt đối. Nhiều người xem Thiên Chúa là một thân vị với các thuộc tính được hiển lộ, trong khi những người khác nghĩ về ngài như một quyền lực thần bí, mơ hồ và xa cách. Cũng còn nhiều tra vấn về khả năng hiện hữu một mối quan hệ giữa Thiên Chúa và con người, dẫn đến vô số cung cách khác nhau giúp con người thờ phụng hoặc tìm cách làm vui lòng Chúa. Trong khi một số người tin rằng khái niệm về Thiên Chúa của họ là chân xác và tối hậu, thì những người khác chấp nhận sự khả dĩ có nhiều định nghĩa khác nhau về Thiên Chúa và tất cả đều hướng về một chân lý.

## Thần học

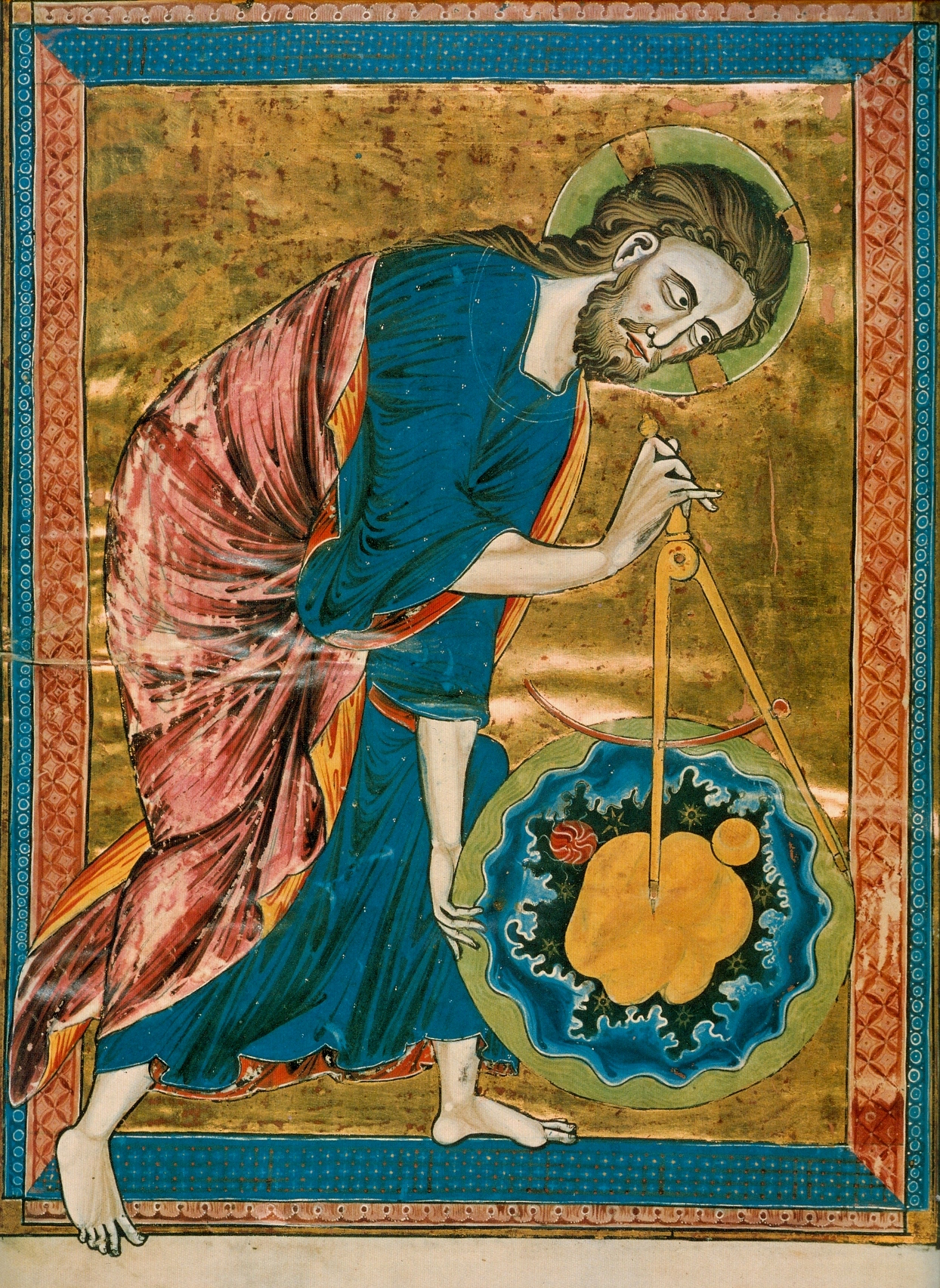
Hình vẽ Chúa thế kỷ 13. Com-pa trong bản vẽ này là một biểu tượng của hành động sáng tạo của Thiên Chúa. Thiên Chúa đã tạo ra vũ trụ theo các nguyên tắc hình học và hài hòa, do đó để tìm kiếm những nguyên tắc này là để tìm kiếm và thờ phụng Thiên Chúa.

Nhà thần học thường đặt các câu hỏi như: Bản thể của Thiên Chúa là gì? Tính duy nhất của Thiên Chúa có ý nghĩa gì? Tính nhị nguyên hoặc ba ngôi, theo cách người ta tin, hàm ý điều gì? Thiên Chúa là siêu nhiên hay hiện hữu nội tại trong thiên nhiên, hay là sự pha trộn của cả hai? Mối quan hệ giữa Thiên Chúa và vũ trụ cũng như mối quan hệ giữa Thiên Chúa và con người xảy ra như thế nào?
Độc thần giáo tin rằng chỉ có một Thiên Chúa và con người phải thờ phụng Ngài. Thuật ngữ "Thiên Chúa giáo" dùng để chỉ ba tôn giáo cùng tôn thờ một Thiên Chúa duy nhất, là Ki-tô giáo, Do Thái giáo và Hồi giáo, tuy cùng thờ một Đấng nhưng cách nhìn nhận và cách giải thích của mỗi tôn giáo về Thiên Chúa là khác nhau. Ki-tô hữu tin rằng Thiên Chúa là một Thiên Chúa duy nhất, nhưng tồn tại trong Ba Ngôi Vị là Cha và Con và Thánh Thần, Ba Ngôi là một Thiên Chúa duy nhất chứ không phải có ba Chúa khác nhau. Ki-tô hữu đồng ý Allah của Hồi giáo là Thiên Chúa của Ki-tô giáo (tuy cách thờ phụng và nhận biết Thiên Chúa của Hồi giáo là không trọn vẹn, vì họ không chấp nhận tin vào Chúa Con và Chúa Thánh Thần, theo quan điểm Ki-tô giáo). Do Thái giáo cũng tin thờ Thiên Chúa nhưng không chấp nhận đấng Messiah của Ki-tô giáo, (Đức Giê-su Ki-tô) là Đức Chúa Con đồng bản thể với Thiên Chúa. Cả Hồi giáo và Do Thái giáo đều bác bỏ quan niệm Thiên Chúa Ba Ngôi của Ki-tô giáo, mà cho rằng Thiên Chúa chỉ có một Ngôi Vị duy nhất (thường được hiểu là Chúa Cha).

## Các khái niệm về Thiên Chúa

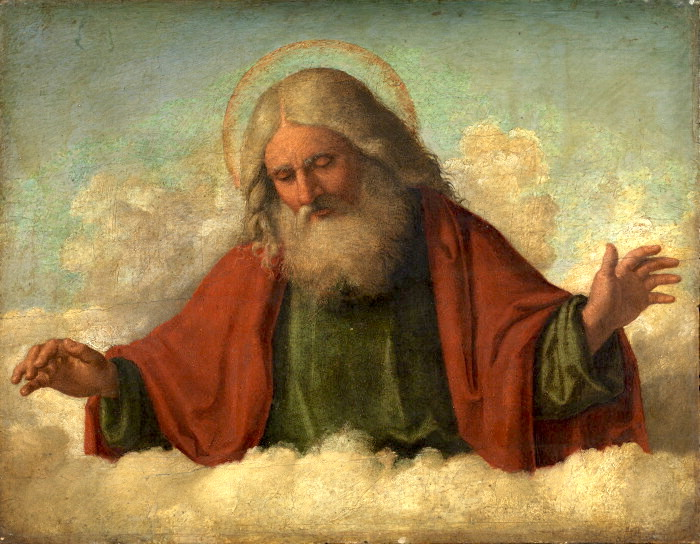
Đức Chúa Cha, tranh vẽ khoảng năm 1510-17.

### Do Thái giáo, Ki-tô giáo và Hồi giáo
Ba tôn giáo này tin rằng Thiên Chúa là đấng tự hữu, hằng hữu, là đấng tạo hóa và đấng tể trị toàn thể vũ trụ. Theo quan điểm này, những thuộc tính của Thiên Chúa là thánh khiết (tinh tuyền và tách biệt khỏi tội lỗi), công chính (công bình, ngay thẳng và chân thật trong mọi đoán xét), tể trị (không gì cản trở được ý chí của Chúa), toàn năng (không gì mà Chúa không thể làm được), toàn tri (không gì mà Chúa không biết), yêu thương, và hiện diện khắp mọi nơi.

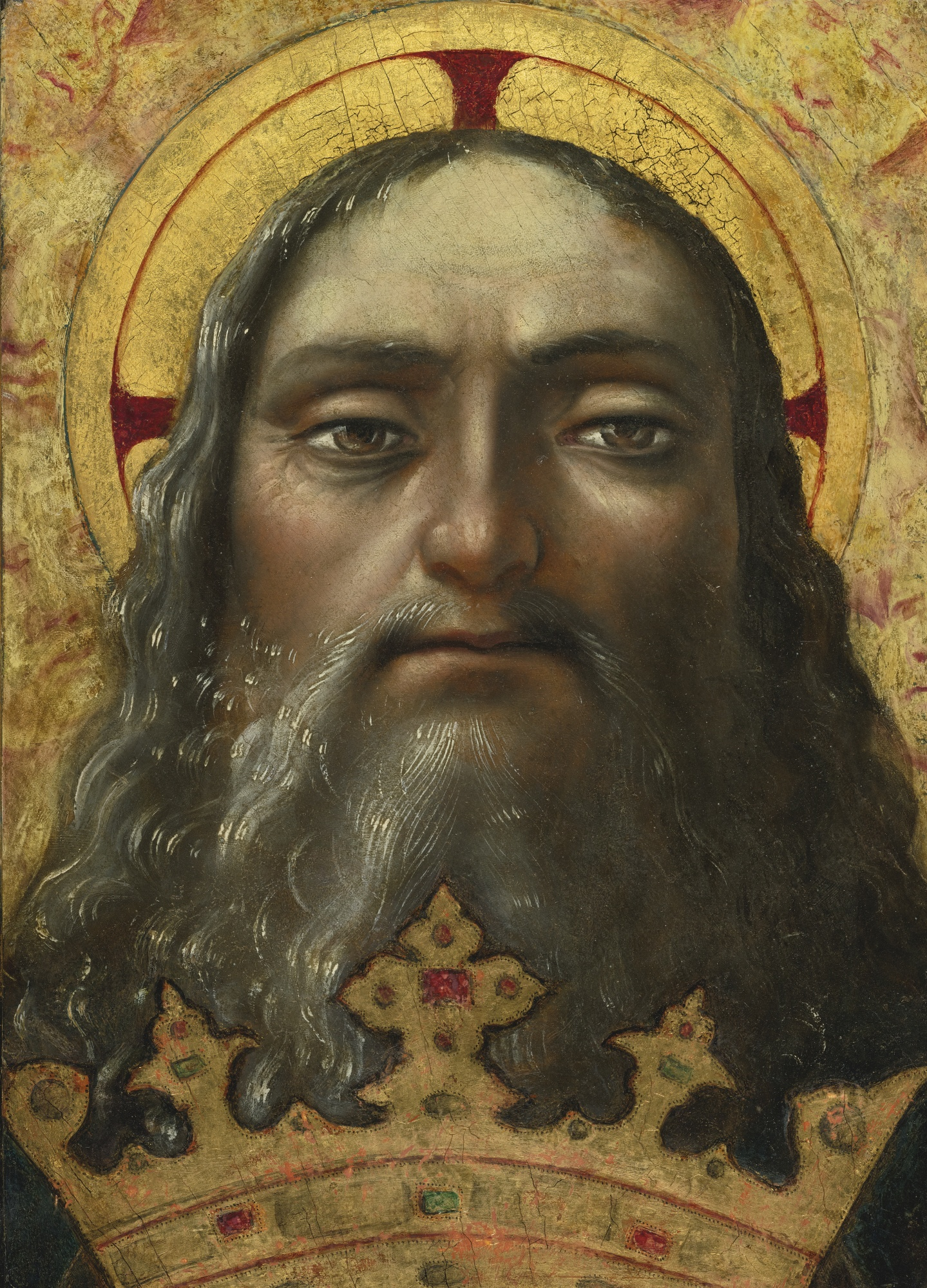
Tranh vẽ Đức Chúa Cha ở trường học Ý thế kỷ 16

Quan điểm này miêu tả Thiên Chúa là vô hình và hữu hình, có thân vị, Ngài là nguồn của mọi nghĩa vụ đạo đức, và là thực thể tối cao con người có thể nhận biết được. Trong các mức độ khác nhau, những thuộc tính này được trình bày bởi các học giả tiên khởi của Do Thái giáo, Ki-tô giáo và Hồi giáo, trong đó có Augustine, Al-Ghazali, và Maimonides.
Theo giáo lý của hầu hết các giáo hội thuộc cộng đồng Cơ Đốc giáo, Thiên Chúa là duy nhất, hiện hữu trong ba ngôi vị: Chúa Cha, Chúa Con và Chúa Thánh Thần (còn gọi là Chúa Thánh Linh).

### Kinh Thánh
Kinh Thánh Híp-ri [Hebrew] của Do Thái giáo cũng là Cựu Ước của Ki-tô giáo miêu tả Thiên Chúa theo các thuộc tính sau: "Chúa là Thiên Chúa nhân từ, thương xót, chậm giận, dư dật ân huệ và thành thực, giữ lòng đến ngàn đời, tha thứ điều gian ác, sự vi phạm và tội lỗi, nhưng không kể kẻ có tội là vô tội, và nhân tội tổ phụ phạt đến con cháu trải ba bốn đời" (Exodus 34. 6-7).

#### Thiên Chúa là Đấng Tạo hóa
Chương đầu tiên của Kinh Thánh được dùng để ký thuật công cuộc sáng tạo của Thiên Chúa. Theo Kinh Thánh, Thiên Chúa tạo dựng vũ trụ. Ngoài ngài không có sự hiện hữu. Thiên Chúa tạo nên mọi vật, nhưng chỉ có ngài là đấng tự hữu. Thiên Chúa sáng tạo vũ trụ ex nihila, từ sự vô hình và trống không. Theo Kinh Thánh, Thiên Chúa dựng nên con người, và ban cho họ quyền cai quản mọi loài trên đất.
Kinh Thánh cũng miêu tả các thuộc tính của Thiên Chúa như toàn năng và toàn tri.
Cựu Ước thường nhắc đến danh hiệu Chúa toàn năng, và giải thích "không có điều gì khó quá cho Ngài." (Sáng 18: 14). Bởi vì Thiên Chúa là đấng tạo hóa, không có điều gì vượt quá năng lực của ngài, cũng không ai có đủ quyền năng để ngăn cản công việc tay ngài làm.
Hai thuộc tính toàn năng và toàn tri của Thiên Chúa, theo miêu tả của Kinh Thánh, liên quan mật thiết với nhau và là một phần trong quyền năng sáng tạo và bảo tồn vũ trụ. Khi tỏ cho các môn đồ biết về sự quan phòng của Thiên Chúa, Chúa Giê-su nói: "Ngay đến tóc trên đầu anh em, Người cũng đếm cả rồi." (Lc 12, 7). Một chỗ khác trong Tân Ước khẳng định thuộc tính này của Thiên Chúa, "Chẳng có loài thọ tạo nào có thể che giấu được trước mặt Chúa, nhưng tất cả đều trần trụi và phơi bày trước mặt Đấng mà chúng ta phải khai trình." (Hêbrơ 4: 13).

#### Thiên Chúa là Đấng Cứu rỗi
Trong Kinh Thánh, công cuộc sáng tạo và cứu rỗi liên quan mật thiết với nhau. Thiên Chúa dựng nên con người, yêu thương họ, và muốn ban cho họ sự sống đời đời. Theo Kinh Thánh, chương trình cứu rỗi của Thiên Chúa xuất phát từ tình yêu của ngài, Sứ đồ Gioan đã miêu tả "Thiên Chúa là tình yêu thương." (1 Gioan 4:8). Khi loài người bất tuân, sa ngã, và phạm tội, họ đã xúc phạm đức công chính của Thiên Chúa, và bị đặt dưới cơn thịnh nộ và sự đoán phạt của ngài. Vì Thiên Chúa là công chính, sự cứu rỗi phải thỏa mãn sự công bình của luật pháp. Sự chết của Chúa Giê-su trên cây thập tự để đền tội thay cho loài người, theo Kinh Thánh, là giải pháp trọn vẹn có thể đáp ứng cả tình yêu thương và đức công chính của Thiên Chúa.
Tuy nhiên Kinh Thánh không miêu tả Thiên Chúa một cách có hệ thống, lại cung cấp những hình ảnh thi vị về mối tương giao giữa Chúa và con người. Theo nhà thánh kinh sử học Yehezkal Kaufmann, phát kiến nền tảng của môn thần học Kinh Thánh là trình bày một Thiên Chúa không chỉ quan tâm đến con người mà còn muốn biết con người có quan tâm đến Chúa hay không. Hầu hết đều tin rằng Kinh Thánh nên được xem là quan điểm của con người về Thiên Chúa, song nhà thần học Abraham Joshua Heschel miêu tả Thiên Chúa trong Kinh Thánh theo quan điểm anthropopathic, theo đó Kinh Thánh nên được đọc theo quan điểm của Thiên Chúa về con người chứ không phải quan điểm của con người về Thiên Chúa.
Tương tự, Tân Ước không cung cấp một nền thần học có hệ thống về Thiên Chúa, nhưng là một nền thần học tiềm ẩn khi dạy rằng Thiên Chúa trở thành người trong thân vị của Chúa Giê-su trong khi vẫn là Thiên Chúa cách trọn vẹn. Trong ý nghĩa này, Thiên Chúa trở nên một thực thể có thể nhìn thấy và chạm đến được, có thể phán dạy và hành động theo một cung cách mà con người dễ dàng cảm nhận trong khi vẫn duy trì phẩm cách siêu nhiên và vô hình của Chúa. Các khái niệm này là những bước triệt để tách rời khỏi các khái niệm về Thiên Chúa được tìm thấy trong Kinh thánh Híp-ri [Hebrew], dẫn đến việc xác lập học thuyết Ba Ngôi.